# 리수어
리수어(ꓡꓲ-ꓢꓴ)는 중국 윈난성, 미얀마 북부, 태국 및 인도 일부에서 사용되는 시노티베트어족에 속하는 성조언어이다. 중국의 소수민족 리수족의 언어이다. 서로 의사소통이 가능한 후아 리수, 파이 리수, 루 스 리수등의 방언으로 나뉜다. 리수어는 라후어및 아카어등 다른 언어들과 근연관계이며, 미얀마어, 카친어및 이어등과도 친족관계에 있다.

## 정서법
1915년경 중국 내륙지역 선교를 위해 중국에 온 기독교 선교사 제임스 O.프레이저가 리수어 알파벳을 개발했다. 이 문자는 로마자의 대문자및 그 변형만을 사용한 독특한 것이다. 그는 성경 번역에 이 문자를 사용했고, 그 결과 리수족에게 이 문자가 보급되었다. 1957년에 신중국 정부는 한어병음에 기반한 로마자 정서법을 개발했지만, 많은 리수족들은 프레이저 문자를 계속 사용했다. 그 결과, 1992년 중국정부는 프레이저 문자를 공인했고, 프레이저 문자의 사용은 그 이후로 장려되었다. 선교사등이 발명한 신문자가 로마자보다 더 널리 쓰인 것은 극히 이례적인 일이다.

## 음운

### 모음
|        | 전설 모음 | 전설 모음 | 후설 모음 | 후설 모음 |
| 비원순 | 원순      | 비원순    | 원순      |           |
| ------ | --------- | --------- | --------- | --------- |
| 고모음 | i~ɨ       | y~ʉ       | ɯ         | u         |
| 중모음 | e         | ø         | ɤ         | o         |
| 저모음 | ɛ         |           | ɑ         |           |

### 자음
|                |            | 양순음 | 치경음 | 치경음 | 치경구개음 | 연구개음 | 성문음 |
| 평음           | 치찰음     | 양순음 |        |        | 치경구개음 | 연구개음 | 성문음 |
| -------------- | ---------- | ------ | ------ | ------ | ---------- | -------- | ------ |
| 비음           | 비음       | m      | n      |        | ɲ          | ŋ        | h̃      |
| 파열음/ 파찰음 | 무성무기음 | p      | t      | ts     | tɕ         | k        |        |
| 파열음/ 파찰음 | 무성유기음 | pʰ     | tʰ     | tsʰ    | tɕʰ        | kʰ       |        |
| 파열음/ 파찰음 | 유성음     | b      | d      | dz     | dʑ         | ɡ        |        |
| 지속음         | 무성음     | (f)    |        | s      | ɕ          | x        |        |
| 지속음         | 유성음     | v~w    | l      | z      | j          | ɣ        |        |